# 贺贲 (元朝)
贺贲，元朝将领，祖籍河东隰州，父亲贺种德迁到关中，于是为京兆府鄠县人。
贺贲有材略，善于攻战，多次从军有功。当时，关中战乱后积尸满野，贺贲在金天门外买地，挖一大冢收葬尸骨。远近之人听说，争着辇拉尸体来葬，他再以自己的钱酬劳这些人。在废墟中盖房子，发现白金七千五百两，对其妻郑氏说：“俗话道：匹夫无故获千金，必有非常之祸。”当时忽必烈受诏征云南，驻军六盘山，他持五千两前去进献，忽必烈说：“上天赐给你，为什么献给我！”他说：“殿下新封秦地，白金出于秦地，这是上天授以殿下，臣下不敢私有，愿以用来助军。”而且还推荐其子贺仁杰可用，忽必烈将他召入宿卫。贺贲上司军帅责怪他不先告诉自己而一个人献白金，将他下狱。忽必烈听说后，大怒，要杀了这个军帅，因是勋旧没有动手。忽必烈即位，赐贺贲金符，总管京兆诸军奥鲁，去世后，赠输忠立义功臣、银青荣禄大夫、大司徒，追封雍国公，谥贞献。